# Luis Vaccaro
Luis Pedro Vaccaro (Buenos Aires , 6 de noviembre de 1898) fue un futbolista argentino, que se desarrolló de mediocampista.

## Carrera
Vaccaro empezó su carrera en Argentinos Juniors donde debutó en Intermedia en 1917. Al año siguiente los directivos del club Palermo le ofrecieron fichar en sus filas con la promesa de un trabajo para su padre. Oferta imposible de rechazar en épocas de fútbol amateur. Un par de años más tarde llegó a San Lorenzo: con la camiseta de ese club comenzó el 10 de abril de 1921 en el partido contra Ferro Carril Oeste. Las primeras dos temporadas con el club azulgrana jugó con continuidad, siempre de centrocampista, en 1923 se trasladó Argentinos Juniors jugó 49 partidos en la Primera División de la Asociación Amateurs de Football. En 1925 fue solicitado por Boca Juniors, en vista de la gira europea que el club había planeado en la primavera . Fue, por tanto, agregado a Boca, junto con otros jugadores de diferentes clubes y jugó para el equipo azul y amarillo para las reuniones europeas (entre ellos Roberto Cochrane , Octavio Díaz , Cesáreo Onzari y Manuel Seoane). Vaccaro jugó 15 partidos , siempre como titular. 
Para el club de la Paternal tuvo cuatro ciclos en el club (1917-18 / 1921 / 1922-28 / 1930-31). Finalizó su carrera en el amanecer del profesionalismo en 1931. Llegó a los 200 partidos el 4 de octubre de 1931 en el 2-3 con Luis Pedro VACCARO debutó en 1917 y tuvo cuatro ciclos en el club (1917-18 / 1921 / 1922-28 / 1930-31). Finalizó su carrera en el amanecer del profesionalismo en 1931. Llegó a los 200 partidos el 4 de octubre de 1931 en el 2-3 contra Independiente en Avellaneda, totalizó 206 partidos para el bicho.